# Équipe d'Haïti de football à la Coupe du monde 1974
Cet article présente le parcours de l'équipe d'Haïti de football pour la phase finale de la Coupe du monde 1974, organisée en Allemagne de l'Ouest. Le sélectionneur, Antoine Tassy, en poste depuis 1965, remplit son objectif et emmène les Haïtiens en phase finale, pour la première fois de son histoire.
C'est l'attaquant Emmanuel Sanon, qui est le meilleur buteur haïtien des éliminatoires puisqu'il inscrit onze des vingt buts de sa formation, lors des sept rencontres des qualifications. Sanon est également le meilleur buteur d'Haïti en phase finale puisqu'il marque les deux seuls buts de son équipe, ouvrant le score face à l'Italie puis face à l'Argentine.
Les Haïtiens quittent la compétition à l'issue du premier tour, avec trois défaites en autant de rencontres, face à l'Italie, à la Pologne et l'Argentine.

## Qualifications
Les qualifications s'articulent en deux phases. Lors de la première phase, les sélections sont réparties en six groupes de deux ou trois. Seul le premier accède au deuxième tour, qui voit les six premiers s'affronter au sein d'une poule unique, organisée au Stade Sylvio Cator de Port-au-Prince.

### Premier tour
Haïti est versé dans le groupe 5 lors du premier tour et se voit opposé à la sélection de Porto Rico, qui participe pour la première fois aux qualifications pour une Coupe du monde. Les Haïtiens l'emportent facilement, Sanon signant même un triplé lors de chacune des deux rencontres.
| 15 avril 1972 | Haïti                                           | 7 - 0 | Porto Rico | Stade Sylvio Cator, Port-au-Prince           |                                              |
|               | Sanon , · Désir · Vorbe · François · Barthélémy |       |            | Spectateurs : 2 152 Arbitrage : M. Archundia | Spectateurs : 2 152 Arbitrage : M. Archundia |

| 23 avril 1972 | Porto Rico | 0 - 5 | Haïti                     | San Juan                                   |                                            |
|               |            |       | Sanon , · Désir · Bayonne | Spectateurs : 1 592 Arbitrage : M. Canessa | Spectateurs : 1 592 Arbitrage : M. Canessa |

### Second tour
Dans ce deuxième tour, les six vainqueurs de poule du premier tour se retrouvent à Port-au-Prince pour disputer les rencontres, au sein d'une poule unique où ils doivent affronter une fois chacun de leurs adversaires. Haïti, avec l'avantage de jouer à domicile, remporte ses quatre premiers matchs, assurant sa qualification avant la dernière rencontre, finalement perdue face au Mexique. Une défaite sans conséquence puisque les Haïtiens terminent en tête de la poule, synonyme de qualification pour le tournoi final en Allemagne de l'Ouest.
| Rang | Équipe                 | Pts | J | G | N | P | Bp | Bc | Diff |  | Résultats              |  |     |     |     |     |     |
| ---- | ---------------------- | --- | - | - | - | - | -- | -- | ---- |  | ---------------------- |  | --- | --- | --- | --- | --- |
| 1    | Haïti                  | 8   | 5 | 4 | 0 | 1 | 8  | 3  | +5   |  | Haïti                  |  | 2-1 | 0-1 | 1-0 | 2-1 | 3-0 |
| 2    | Trinité-et-Tobago      | 6   | 5 | 3 | 0 | 2 | 11 | 4  | +7   |  | Trinité-et-Tobago      |  |     | 4-0 | 1-2 | 1-0 | 4-0 |
| 3    | Mexique                | 6   | 5 | 2 | 2 | 1 | 10 | 5  | +5   |  | Mexique                |  |     |     | 1-1 | 0-0 | 8-0 |
| 4    | Honduras               | 5   | 5 | 1 | 3 | 1 | 6  | 6  | 0    |  | Honduras               |  |     |     |     | 1-1 | 2-2 |
| 5    | Guatemala              | 3   | 5 | 0 | 3 | 2 | 4  | 6  | -2   |  | Guatemala              |  |     |     |     |     | 2-2 |
| 6    | Antilles néerlandaises | 2   | 5 | 0 | 2 | 3 | 4  | 19 | -15  |  | Antilles néerlandaises |  |     |     |     |     |     |

| 1er décembre 1973 | Haïti                      | 3 - 0 | Antilles néerlandaises | Stade Sylvio Cator, Port-au-Prince             |                                                |
|                   | Sanon 25e, 61e · Désir 29e |       |                        | Spectateurs : 12 816 Arbitrage : M. Soto Paris | Spectateurs : 12 816 Arbitrage : M. Soto Paris |

| 4 décembre 1973 | Haïti                    | 2 - 1 | Trinité-et-Tobago | Stade Sylvio Cator, Port-au-Prince            |                                               |
|                 | Sanon 9e · Saint-Vil 88e |       | David 15e         | Spectateurs : 12 816 Arbitrage : M. Henríquez | Spectateurs : 12 816 Arbitrage : M. Henríquez |

| 7 décembre 1973 | Haïti         | 1 - 0 | Honduras | Stade Sylvio Cator, Port-au-Prince           |                                              |
|                 | Saint-Vil 89e |       |          | Spectateurs : 14 257 Arbitrage : M. Winseman | Spectateurs : 14 257 Arbitrage : M. Winseman |

| 13 décembre 1973 | Haïti          | 2 - 1 | Guatemala     | Stade Sylvio Cator, Port-au-Prince        |                                           |
|                  | Sanon 28e, 72e |       | Monterroso 4e | Spectateurs : 15 361 Arbitrage : M. Davis | Spectateurs : 15 361 Arbitrage : M. Davis |

| 18 décembre 1973 | Haïti | 0 - 1 | Mexique   | Stade Sylvio Cator, Port-au-Prince             |                                                |
|                  |       |       | Borja 29e | Spectateurs : 22 354 Arbitrage : M. Kibritjian | Spectateurs : 22 354 Arbitrage : M. Kibritjian |

## Coupe du monde 1974

### Effectif
Voici la liste des 22 joueurs sélectionnés par Antoine Tassy, secondé par René Vertus, pour la phase finale de la Coupe du monde 1974 en Allemagne de l'Ouest :
| Effectif actuel |     |                       |                   |            |      |                        |
| N°              | Pos | Nom                   | Date de naissance | Sélections | Buts | Club                   |
| --------------- | --- | --------------------- | ----------------- | ---------- | ---- | ---------------------- |
| 1               | GB  | Henri Françillon      | 26 mai 1946       |            |      | Victory SC             |
| 2               | GB  | Wilner Piquant        | 12 octobre 1949   |            |      | Violette Athletic Club |
| 22              | GB  | Gérard Joseph         | 22 octobre 1949   |            |      | Racing Club Haïtien    |
|                 |     |                       |                   |            |      |                        |
| 3               | DF  | Arsène Auguste        | 3 février 1951    |            |      | Racing Club Haïtien    |
| 4               | DF  | Fritz André           | 18 septembre 1946 |            |      | Violette Athletic Club |
| 5               | DF  | Serge Ducoste         | 4 février 1944    |            |      | Aigle Noir AC          |
| 6               | DF  | Pierre Bayonne        | 11 juin 1949      |            |      | Violette Athletic Club |
| 13              | DF  | Serge Racine          | 9 octobre 1951    |            |      | Aigle Noir AC          |
| 14              | DF  | Wilner Nazaire        | 30 mars 1950      |            |      | Valenciennes FC        |
| 19              | DF  | Jean-Herbert Austin   | 23 février 1950   |            |      | Violette Athletic Club |
| 21              | DF  | Wilfried Louis        | 25 octobre 1949   |            |      | Don Bosco FC           |
|                 |     |                       |                   |            |      |                        |
| 7               | ML  | Philippe Vorbe        | 22 décembre 1950  |            |      | Violette Athletic Club |
| 8               | ML  | Jean-Claude Désir     | 8 août 1946       |            |      | Aigle Noir AC          |
| 9               | ML  | Eddy Antoine          | 27 août 1949      |            |      | Racing Club Haïtien    |
| 10              | ML  | Guy François          | 18 septembre 1947 |            |      | Violette Athletic Club |
| 12              | ML  | Ernest Jean-Joseph    | 11 juin 1948      |            |      | Violette Athletic Club |
| 17              | ML  | Joseph-Marion Léandre | 9 mai 1945        |            |      | Racing Club Haïtien    |
|                 |     |                       |                   |            |      |                        |
| 11              | AT  | Guy Saint-Vil         | 21 octobre 1942   |            |      | Racing Club Haïtien    |
| 15              | AT  | Roger Saint-Vil       | 8 décembre 1949   |            |      | Archibald FC           |
| 16              | AT  | Fritz Léandre         | 13 mars 1948      |            |      | Racing Club Haïtien    |
| 18              | AT  | Claude Barthélemy     | 9 mai 1945        |            |      | Racing Club Haïtien    |
| 20              | AT  | Emmanuel Sanon        | 25 juin 1951      |            |      | Don Bosco FC           |

### Premier tour
| Rang | Équipe    | Pts | J | G | N | P | Bp | Bc | Diff |
| ---- | --------- | --- | - | - | - | - | -- | -- | ---- |
| 1    | Pologne   | 6   | 3 | 3 | 0 | 0 | 12 | 3  | +9   |
| 2    | Argentine | 3   | 3 | 1 | 1 | 1 | 7  | 5  | +2   |
| 3    | Italie    | 3   | 3 | 1 | 1 | 1 | 5  | 4  | +1   |
| 4    | Haïti     | 0   | 3 | 0 | 0 | 3 | 2  | 14 | -12  |

| 15 juin 1974                      | Italie                                  | 3 - 1 | Haïti     | Olympiastadion, Munich                             |                                                    |
| 18:00 · Historique des rencontres | Rivera 52e · Benetti 64e · Anastasi 78e |       | Sanon 46e | Spectateurs : 51 100 Arbitrage : Vicente Llobregat | Spectateurs : 51 100 Arbitrage : Vicente Llobregat |
| 18:00 · Historique des rencontres | (Rapport)                               |       |           | Spectateurs : 51 100 Arbitrage : Vicente Llobregat | Spectateurs : 51 100 Arbitrage : Vicente Llobregat |

| 19 juin 1974                      | Pologne                                                         | 7 - 0 | Haïti | Olympiastadion, Munich                               |                                                      |
| 19:30 · Historique des rencontres | Lato 17e, 87e · Deyna 18e · Szarmach 30e, 34e, 50e · Gorgoń 31e |       |       | Spectateurs : 23 400 Arbitrage : Govindasamy Suppiah | Spectateurs : 23 400 Arbitrage : Govindasamy Suppiah |
| 19:30 · Historique des rencontres | (Rapport)                                                       |       |       | Spectateurs : 23 400 Arbitrage : Govindasamy Suppiah | Spectateurs : 23 400 Arbitrage : Govindasamy Suppiah |

| 23 juin 1974                      | Argentine                                   | 4 - 1 | Haïti     | Olympiastadion, Munich                                |                                                       |
| 16:00 · Historique des rencontres | Yazalde 15e, 68e · Houseman 18e · Ayala 55e |       | Sanon 63e | Spectateurs : 24 000 Arbitrage : Pablo Sánchez Ibáñez | Spectateurs : 24 000 Arbitrage : Pablo Sánchez Ibáñez |
| 16:00 · Historique des rencontres | (Rapport)                                   |       |           | Spectateurs : 24 000 Arbitrage : Pablo Sánchez Ibáñez | Spectateurs : 24 000 Arbitrage : Pablo Sánchez Ibáñez |